# جام جهانی راگبی ۱۳ نفره

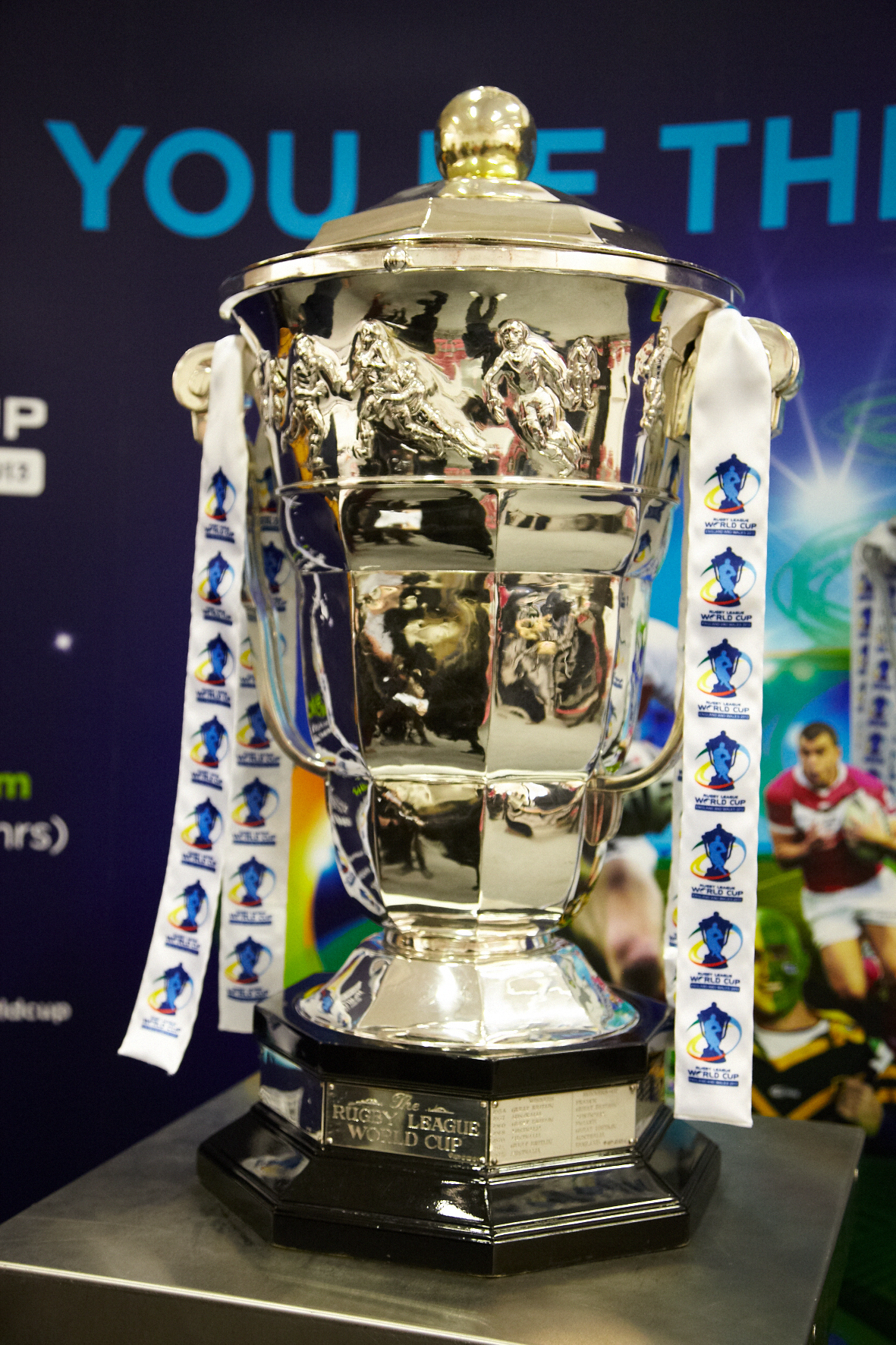
کاپ جام جهانی راگبی ۱۳ نفره

جام جهانی راگبی ۱۳ نفره مسابقاتی است که توسط تیم‌های ملی راگبی ۱۳ نفره (یا راگبی لیگ) کشورهای عضو فدراسیون بین‌المللی راگبی لیگ و تحت نظارت این فدراسیون برگزار می‌شود. این مسابقات مهم‌ترین تورنمنت راگبی ۱۳ نفره دنیاست و معمولاً به عنوان مهم‌ترین معیار سنجش قدرت تیم‌های ملی این رشته ورزشی مورد ارزیابی قرار می‌گیرد.

## پیشینه
در ابتدا فرانسوی‌ها آغازگران این مسابقات بودند. فرانسوی‌ها از سال ۱۹۳۵ در اندیشه برگزاری چنین مسابقاتی بودند و با پایان جنگ در سال ۱۹۵۱ تلاش خود را برای برگزاری چنین مسابقاتی ادامه دادند و سرانجام موفق شدند اولین دوره این رقابت‌ها را برگزار کنند.
اولین دوره این مسابقات در سال ۱۹۵۴ در فرانسه برگزار شد و دوره بعدی آن چندی دیگر در استرالیا میزبانی خواهد شد. پل باریر رئیس فدراسیون راگبی ۱۳ فرانسه مهم‌ترین طرفدار این ایده بود. در ژانویه ۱۹۵۲ بیل فالوفیلد دبیر لیگ راگبی فوتبال (سازمان اداره‌کننده راگبی ۱۳ نفره در انگلیس) از این نظر حمایت کرد و هیئت بین‌المللی راگبی در نشستی در نوامبر ۱۹۵۳ در بلکپول با پذیرش پیشنهاد باریر برگزاری این مسابقات را برعهده فرانسه گذاشت. اولین دوره مسابقات در ۱۳ نوامبر ۱۹۵۴ در پاریس با پیروزی بریتانیای کبیر بر فرانسه در دیدار پایانی خاتمه یافت. دو تیم دیگر حاضر در ایسن رقابت‌ها استرالیا و نیوزیلند بودند.
تیم ملی استرالیا بی‌تردید بهترین تیم در تاریخ برگزاری جام جهانی راگبی ۱۳ نفره بوده است. در طول ۱۲ دوره برگزاری این مسابقات آن‌ها موفق به تصاحب ۹ عنوان قهرمانی در این رقابت‌ها شده‌اند. بریتانیا با ۳ قهرمانی در جای دوم قرار دارد.
از سال ۲۰۰۰ جام جهانی راگبی ۱۳ نفره بانوان هم‌زمان با این مسابقات برگزار می‌شود.
برگزاری مسابقات تا سال ۱۹۷۵ با مشکلات زیادی روبه رو بود. به همین دلیل در سال ۱۹۷۵ تصمیم گرفته شد که مسابقات به جای متمرکز در یک کشور به‌طور رفت و برگشت انجام شود و تیم بریتانیا با دو تیم انگلیس و ولز در مسابقات شرکت کند. با شکست تیم ملی انگلیس از استرالیا در فینال این دوره، تصمیم گرفته شد که دوره بعدی مسابقات در ۱۹۷۷و مجدداً با حضور یک تیم از بریتانیا برگزار شود.
دوره بعدی از ۱۹۸۵ تا ۱۹۸۸ با بازیهای متعدد تیم‌ها در خانه و خارج از خانه برگزار می‌شد. دیدار فینال بین استرالیا و نیوزیلند در باغ عدن برگزارشد. کانگوروها در یک مسابقه تاریخی ۲۵–۱۲۱ پیروز شدند. در این دیدار والی لوئیس کاپیتان تیم ملی استرالیا بخشی از مسابقه را با دست شکسته ادامه داد.
دوره بعد با همین روش از ۱۹۸۹ تا ۱۹۹۲ پیگیری شد و با پیروزی ۶–۱۰ استرالیا بر بریتانیا در ورزشگاه ویمبلی، لندن پایان یافت. جمعیت ۷۲ هزار نفری تماشاگر این مسابقه رکورد بیشترین تعداد تماشاگر حاضر در یک مسابقه جام جهانی راگبی ۱۳ را به جا گذاشتند.
در ۱۹۹۵ تعداد تیم‌های شرکت‌کننده به ۱۰ تیم رسید. فیجی، تونگا، ساموا و آفریقای جنوبی برای اولین بار در این مسابقات حاضر می‌شدند و مسابقات به‌طور متمرکز در انگلیس انجام می‌شد.
برگزاری این مسابقات که در صد سالگی شکل‌گیری این ورزش برگزار می‌شد با موفقیت همراه بود؛ حضور بیش از ۲۵۰۰۰۰ نفر در مرحله گروهی و بیش از ۶۶۰۰۰ نفر در مسابقه فینال که استرالیا باز هم ۸–۱۶ بر بریتانیا چیره شد.
جام جهانی سال ۲۰۰۰ با شرکت ۱۶ تیم برگزار شد. اختلاف بسیار زیاد امتیازات نشان می‌داد که مسابقات همچون دور قبل از سطح بالایی برخوردار نبود. همزمان اولین دوره جام جهانی بانوان هم برگزار شد.
سیزدهمین دوره مسابقات سال ۲۰۰۸ در استرالیا و دوره بعدی سال ۲۰۱۳ در انگلیس برگزار شد.
تیم ملی استرالیا از سال ۱۹۷۵ به بعد در هیچ مسابقه جام جهانی راگبی ۱۳ شکست نخورده است.